# Kanton Anizy-le-Château
Der Kanton Anizy-le-Château war von 1790 bis 2015 ein französischer Wahlkreis im Arrondissement Laon, das zum Département Aisne in der Region Picardie gehört; sein Hauptort war Anizy-le-Château.
Der Kanton Anizy-le-Château war 146,3 km² groß und hatte 10.945 Einwohner (Stand 2012).

## Gemeinden
| Gemeinde                   | Einwohner Jahr | Fläche km² | Bevölkerungsdichte | Code INSEE | Postleitzahl |
| -------------------------- | -------------- | ---------- | ------------------ | ---------- | ------------ |
| Anizy-le-Château           | 1948 (2013)    | 9,49       | 205 Einw./km²      | 02018      | 02320        |
| Bassoles-Aulers            | 143 (2013)     | 7,03       | 20 Einw./km²       | 02052      | 02380        |
| Bourguignon-sous-Montbavin | 147 (2013)     | 1,92       | 77 Einw./km²       | 02108      | 02000        |
| Brancourt-en-Laonnois      | 706 (2013)     | 6,56       | 108 Einw./km²      | 02111      | 02320        |
| Cessières                  | 474 (2013)     | 10,35      | 46 Einw./km²       | 02153      | 02320        |
| Chaillevois                | 179 (2013)     | 2,17       | 82 Einw./km²       | 02155      | 02000        |
| Chevregny                  | 196 (2013)     | 8,85       | 22 Einw./km²       | 02183      | 02000        |
| Faucoucourt                | 298 (2013)     | 7,35       | 41 Einw./km²       | 02301      | 02320        |
| Laniscourt                 | 171 (2013)     | 3          | 57 Einw./km²       | 02407      | 02000        |
| Laval-en-Laonnois          | 252 (2013)     | 4,51       | 56 Einw./km²       | 02413      | 02860        |
| Lizy                       | 268 (2013)     | 3,73       | 72 Einw./km²       | 02434      | 02320        |
| Merlieux-et-Fouquerolles   | 280 (2013)     | 5,77       | 49 Einw./km²       | 02478      | 02000        |
| Monampteuil                | 133 (2013)     | 5,86       | 23 Einw./km²       | 02490      | 02000        |
| Mons-en-Laonnois           | 1213 (2013)    | 4,1        | 296 Einw./km²      | 02497      | 02000        |
| Montbavin                  | 48 (2013)      | 5,44       | 9 Einw./km²        | 02499      | 02000        |
| Pinon                      | 1801 (2013)    | 9,48       | 190 Einw./km²      | 02602      | 02320        |
| Prémontré                  | 776 (2013)     | 8,33       | 93 Einw./km²       | 02619      | 02320        |
| Royaucourt-et-Chailvet     | 215 (2013)     | 3,04       | 71 Einw./km²       | 02661      | 02000        |
| Suzy                       | 309 (2013)     | 9,86       | 31 Einw./km²       | 02733      | 02320        |
| Urcel                      | 554 (2013)     | 7,2        | 77 Einw./km²       | 02755      | 02000        |
| Vaucelles-et-Beffecourt    | 227 (2013)     | 4,03       | 56 Einw./km²       | 02765      | 02000        |
| Vauxaillon                 | 502 (2013)     | 13,77      | 36 Einw./km²       | 02768      | 02320        |
| Wissignicourt              | 150 (2013)     | 4,46       | 34 Einw./km²       | 02834      | 02320        |

## Politik
| Vertreter im conseil général des Départements | Vertreter im conseil général des Départements | Vertreter im conseil général des Départements |
| Amtszeit                                      | Name                                          | Partei                                        |
| --------------------------------------------- | --------------------------------------------- | --------------------------------------------- |
| 1998–2015                                     | Daniel Counot                                 | DVG                                           |